# لیسا مارتینک
لیسا مارتینک (انگلیسی: Lisa Martinek; ۱۱ فوریهٔ ۱۹۷۲ – ۲۸ ژوئن ۲۰۱۹) هنرپیشه اهل آلمان بود که در حدود ۸۰ فیلم و مجموعه تلویزیونی حضور داشته‌است. مارتینک به دلیل یک حادثه در هنگام شنا در ایتالیا درگذشت.